# Maria von Linden

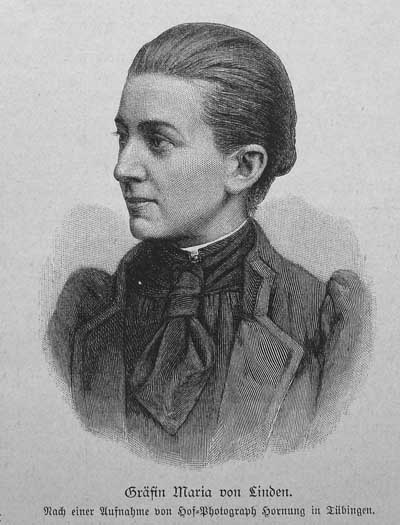
Teckning efter ett foto från 1895.

Maria Anna Wilhelmine Luise Karoline Elise Kamilla Olga Amalie Pauline Gräfin von Linden, född 18 juli 1869 på slottet Burgberg, nära Heidenheim, Kungariket Württemberg, död 26 augusti 1936 i Schaan, Liechtenstein, var en tysk zoolog och den första kvinna som blev professor i Preussen.

## Biografi
von Linden fick i början privatundervisning och hon besökte en flickskola. Trots goda resultat fick hon som kvinna i början inte besöka ett gymnasium. Hon blev sedan självlärd och efter rekommendationer av sin äldre släkting Joseph von Linden som var sysselsatt i kungarikets administration fick von Linden tillåtelse att delta i examinationen för studentexamen.
Med stöd av Joseph von Linden och kungen studerade Maria von Linden vid universitetet i Tübingen zoologi, mineralogi, fysik, botanik och matematik. Året 1895 blev hon som första kvinna doktor i den regionen som senare bildade Tyskland. Under tiden vid zoologiska institutet i Bonn forskade hon om djursjukdomar, parasiter i människans tarm och möjligheter att bota tuberkulos. Von Linden upptäckte att koppar kan vara bra mot smittämnen. Under hennes ledning etablerades 1908 en avdelning för parasitforskning i institutet. Året 1910 blev hon i Bonn professor men utan lärosäte. Trots sin titel hade hon inte tillåtelse att undervisa, hon hade endast möjlighet att göra övningar med studenterna.
Vid nazisternas maktövertagande var hon tvungen att gå i pension. Den nya statsledningen var emot kvinnor i framstående vetenskapliga positioner. Dessutom visade von Linden stöd för judiska vänner som Heinrich Hertz. Hon emigrerade till Liechtenstein och forskade där bland annat om cancer.
Under hela livet publicerade von Linden ungefär 100 vetenskapliga avhandlingar. von Linden var vän till kvinnoaktivisten Mathilde Weber men inte själv aktiv.